# U Čísla 1
Pivovar U Čísla 1  (Občanský akciový pivovar, Jan Stejskal, Smíchov) v Praze na Smíchově je zaniklý pivovar, který se nacházel ve vnitrobloku ulic Štefánikova, Zubatého, Drtinova a Viktora Huga.

## Historie
Pivovar založil v roce 1871 libeňský sládek a starosta Martin Stejskal (1806–1885) pro svého syna Jana, který je jako majitel uváděn v letech 1873–1912, kdy zde pracoval i jako sládek. V roce 1912 přešel pivovar do rukou akciové společnosti s názvem „Občanský akciový pivovar na Smíchově“. Byl zásadně přestavěn a strojně zmodernizován; v té době měl roční výstav 15000 hl piva. Pracoval parním strojem o osmi koňských silách a kromě jednoho úředníka zaměstnával 18 sladovnických zaměstnanců. Po skončení 1. světové války pokračoval ve výrobě až do roku 1939, kdy jej v dražbě koupil Akcionářský pivovar Staropramen a uzavřel jej.
V Drtinově ulici sídlí v bývalé tiskárně Koppe a Bellmann tiskárna Libertas. Při výstavbě v roce 1913 objekty „..navazovaly na starší přízemní továrnu na parcele.“

### Hostinec
Hostinec U čísla 1 ve Štefánikově ulici č.p. 13/43 se stinnou zahradou patřil k nejstarším na Smíchově. Chodíval sem Josef Kořenský, český cestovatel, který podnikl cestu kolem světa. U hostince stávaly bryčky s jedním koněm pro potřeby výletníků do „vyhlášených lázní chuchelských“. Od roku 1860 v něm hrála divadelní společnost Karla Sternfelda. V sále bývaly bály a výtěžek z nich šel ve prospěch místní chudiny. Po roce 1880 žil v domě malíř, ilustrátor a krajinář Vojtěch Brechler.

## Popis
Nejvyšší roční výstav byl 30000 hl piva (r. 1937). Vařil mimo jiné Smíchovský Bavor 12°, specialitou bylo tmavé čtrnáctistupňové pivo Bavor, jinak vařil světlé 10° a 12° řízné pivo.